# Ga Junggok
Ga Junggok là ga tàu điện ngầm trên Tàu điện ngầm Seoul tuyến 7 ở Junggok 3-dong, Gwangjin-gu, Seoul. Nhà ga này nằm gần Trường trung học ngoại ngữ Daewon.

## Lịch sử
- 11 tháng 10 năm 1996: Bắt đầu khai thác Tuyến tàu điện ngầm Seoul số 7.

## Bố trí ga
| Yongmasan ↑ |
| \| N/B      |
| ↓ Gunja     |

| Hướng Bắc | ● Tuyến 7 | ← Hướng đi Sangbong · Nowon · Dobongsan · Jangam                  |
| Hướng Nam | ● Tuyến 7 | → Hướng đi Gunja · Đại học Konkuk · Xe buýt tốc hành · Seongnam → |

## Xung quanh nhà ga
| Lối ra \| 나가는 곳 \| Exit \| 出口 | Lối ra \| 나가는 곳 \| Exit \| 出口 |
| ----------------------------------- | --- |
| 1                                   | Junggok 2·4-dong Trung tâm Sức khỏe Tâm thần Quốc gia Trung tâm cộng đồng/Trung tâm chính sách Junggok 4-dong Núi Achasan Trường trung học nữ sinh Daewon Trường trung học cơ sở quốc tế Daewon Trường trung học Daewon Trường trung học ngoại ngữ Daewon Trường trung học Yonggok, Trường tiểu học Yonggok |
| 2                                   | Trung tâm cộng đồng/Trung tâm chính sách Junggok 2-dong Thị trấn phúc lợi quản lý y tế Bưu điện Junggok-dong Trung tâm Sức khỏe Tâm thần Quốc gia |
| 3                                   | Trung tâm cộng đồng/Trung tâm chính sách Junggok 1-dong Ngã tư Yongma Trường tiểu học Junggwang Trường tiểu học Jungma Chợ hẻm Junggok Jeil Hiệp hội Y tế và Phúc lợi Dân số Chi nhánh Seoul Phòng khám Sức khỏe Gia đình                                                                                   |
| 4                                   | Trung tâm cộng đồng/Trung tâm chính sách Junggok 3-dong Thư viện thông tin Junggok Trung tâm Văn hóa và Thể thao Junggok Tập đoàn Điện lực Hàn Quốc Trạm biến áp Hwayang |